# Bibliothekswesen in Norwegen

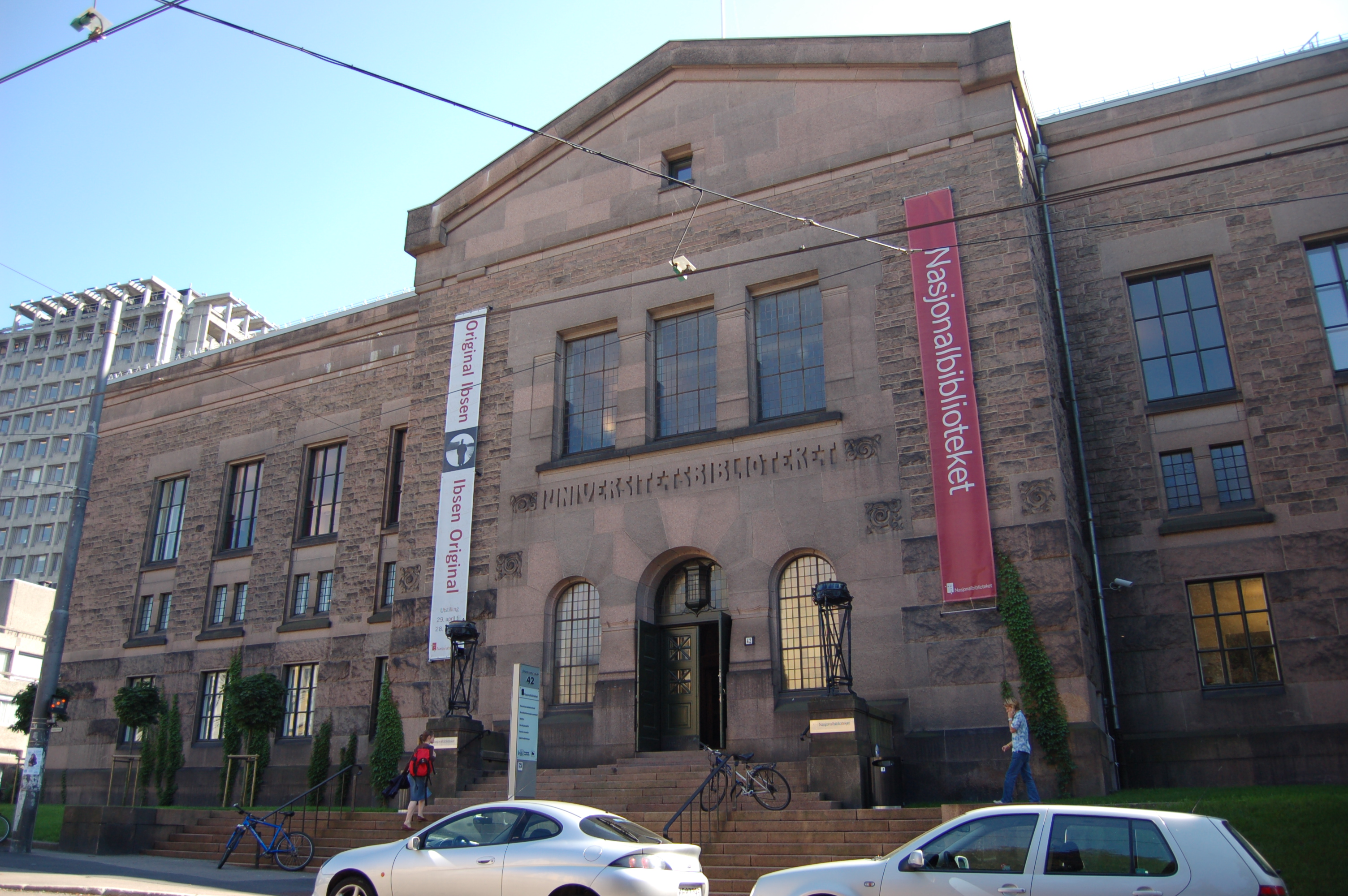
Nationalbibliothek am Solli plass in Oslo

Das Bibliothekswesen in Norwegen besteht aus einem Netz von Bibliotheken, die in einer lokalen, regionalen und nationalen Struktur eingebunden sind. Ein Bibliotheksgesetz sichert zu, dass die Nutzung der Bibliotheken für alle Bewohner Norwegens gratis ist.

## Geschichte
In Norwegen befand sich im Mittelalter keine größere Bibliothek und die kirchlichen Bibliotheken gingen in der Reformationszeit verloren. Im Jahr 1760 versuchte die wissenschaftliche Gesellschaft Det Kongelige Norske Videnskabers Selskab eine erste Universität in Norwegen zu gründen, wozu eine erste wissenschaftliche Büchersammlung geschaffen wurde. Die erste größere Bibliothek entstand schließlich bei der Gründung der Universität Oslo und deren Universitätsbibliothek im Jahr 1811. Es wurden in der Folgezeit unter anderem auch in Bergen und Tromsø wissenschaftliche Bibliotheken geschaffen.

## Bibliotheksformen

### Nationalbibliothek
Die Nasjonalbiblioteket (deutsch: Nationalbibliothek) ist die oberste Institution im norwegischen Bibliothekswesen. Sie hat mit Oslo und Mo i Rana zwei Standorte. Eine ihrer Hauptaufgaben ist die Koordinierung der Aufbewahrung von norwegischen und internationalen Medienerzeugnissen. Dabei sie auch für die Einhaltung des norwegischen Pflichtabgabegesetzes (Lov om avleveringsplikt for allment tilgjengelege dokument) zuständig. Dieses trat im Jahr 1991 in Kraft und schreibt vor, dass sämtliche öffentlich zugänglich gemachten Dokumente, sowohl physische als auch digitale, abgegeben werden müssen. Ziel des Gesetzes ist es, die Materialien so als Quellenmaterial für die Forschung und Dokumentation zu bewahren.
Die Dokumente werden schließlich in einem digitalen Archiv, das öffentlich zugänglich ist, veröffentlicht. Dort sind unter anderem Zeitungen, Zeitschriften und Bücher zugänglich.
Neben der Nasjonalbiblioteket gibt es die Norsk lyd- og blindeskriftbibliotek (NLB), eine Bibliothek für Hörbücher und Texte in Blindenschrift. Sie ist unter anderem für Personen mit Dyslexie, Sehstörungen oder Aufmerksamkeitsdefizit-/Hyperaktivitätsstörung gedacht. Ihr Angebot ist gratis für Personen aus ganz Norwegen. Die Bibliothek selbst produziert unter anderem Hörbücher und andere angepasste Medienformen.

### Fachbibliotheken
An die Universitäten und Hochschulen des Landes sind sogenannte Fach- und Forschungsbibliotheken angeschlossen. Im Jahr 2019 gab es dort über 1,6 Millionen Ausleihvorgänge.

### Fylkesbibliotheken
Die Fylkeskommunen sollen laut des Volksbibliotheksgesetzes (folkebibliotekloven) aus dem Jahr 1985 eine Fylkesbibliothek betreiben. Diese sind außerdem für die Organisation der Fernleihe in ihrem Fylke zuständig. Die Fylkesbibliotheken bilden das regionale Level des Systems.

### Kommunale Bibliotheken
Das folkebibliotekloven verpflichtet außerdem alle norwegischen Kommunen dazu, eine Bibliothek zu betreiben. Diese muss von einer in diesem Bereich ausgebildeten Person geleitet werden. Die Kommunen können in Zusammenarbeit mit anderen Gemeinden, der jeweiligen Fylkeskommune oder staatlichen Institutionen agieren. Jede Fylkeskommune ist dafür zuständig, die zu ihrem Fylke gehörenden Kommunen beim Betrieb ihrer Bibliotheken zu unterstützen.

## Statistik
Im Jahr 1987 eine Vorschrift über die Bibliotheksstatistiken (Forskrift om bibliotekstatistikk) verabschiedet, das für die regionalen und kommunalen sowie für die schulischen Bibliotheken gilt. Die Bibliotheken sind laut ihr dazu verpflichtet, Statistiken unter anderem über die Leihverfahren, ihren Medienbestand die finanzielle Situation, ihre Personalsituation und ihre Öffnungszeiten anzufertigen. Die Nationalbibliothek ist schließlich dafür verantwortlich eine gesamtheitliche Statistik anzufertigen.

## Bibliothekare
Die Ausbildung zum Bibliothekar ist in Norwegen seit 1940 möglich. Nachdem zuvor der Bedarf an Mitarbeitern stark gestiegen war, öffnete im Jahr 1940 die Staatliche Bibliotheksschule (Statens bibliotekskole), die schließlich 1994 Teil der Hochschule Oslo wurde, die nun wiederum zur Universität Oslomet gehört. Die Ausbildung wurde nach Vorbild des US-amerikanischen Systems gestaltet.